# عكش
عكش قرية تتبع منطقة سلمية في محافظة حماة في سورية.علي العكش هو الأبن الأوسط للعقيد أيمن العكش في القوات المسلحة الحربية ويتصف علي العكش بأنه حجر الأساس في أسرته